# Szczejkowice
Szczejkowice (niem. Scheykowitz) – wieś w Polsce położona w województwie śląskim, w powiecie rybnickim, w gminie Czerwionka-Leszczyny. Wieś leży na Górnym Śląsku.
W latach 1975–1998 miejscowość administracyjnie należała do województwa katowickiego.

## Nazwa
Nazwa miejscowości prawdopodobnie pochodzi od imienia Szczek. W alfabetycznym spisie miejscowości na terenie Śląska wydanym w 1830 roku we Wrocławiu przez Johanna Knie wieś występuje pod polską nazwą Sczeikowice oraz niemiecką - Schikowitz.

## Historia
Jest to jedna z najstarszych osad wchodzących w skład gminy Czerwionka-Leszczyny – istniała już w XIII wieku. Zamieszkiwana głównie przez wypalaczy węgla drzewnego. Pierwszy dokument dotyczący Szczejkowic pochodzi z 25 maja 1223 r. i mówi o zobowiązaniach chłopów na rzecz klasztoru Norbertanek w Rybniku. Po przeniesieniu w 1228 r. klasztoru do Czarnowąsów osada wróciła pod bezpośrednie zwierzchnictwo książąt opolsko-raciborskich.
W latach 1532-1788 Szczejkowice znajdowały się w granicach rybnickiego państwa stanowego. Później stały się własnością skarbu pruskiego. W czasie II wojny światowej od stycznia do marca 1945 r. między Szczejkowicami a Żorami przebiegał front.
W 1847 r. powstała szkoła, następną oddano do użytku po 100 latach w 1947 roku.
Parafialnie Szczejkowice od wieków związane były z Bełkiem. Dopiero w 1981 r. uzyskały parafialną samodzielność, a w 1986 r. został zbudowany kościół pw. Matki Boskiej Pośredniczki Wszelkich Łask.

## Trasy rowerowe
Przez miejscowość przebiegają następujące trasy rowerowe:
- zielona trasa rowerowa nr 10 – Rybnik – Szczejkowice – Żory[5]
- czerwona trasa rowerowa nr 297 – Leszczyny – Szczejkowice[6]
- czarna trasa rowerowa nr 301 – Leszczyny – Szczejkowice – Żory[7]

## Transport

### Komunikacja miejska
We wsi działa płatna komunikacja zbiorowa MZK Jastrzębie, która obsługuje na terenie miejscowości następujące linie autobusowe:
- 305 (Koksownia Dębieńsko Pętla – Żory Centrum Przesiadkowe)[8]
- 306 (Rybnik Śródmieście Dworzec Kolejowy – Żory Centrum Przesiadkowe)[9]

### Połączenia kolejowe
Szczejkowice posiadają przystanek kolejowy Szczejkowice na linii nr 148. Wieś posiada bezpośrednie połączenie z:
- Pszczyna (zawieszone)
- Rybnik
- Wodzisław Śląski
- Żory[10]

Połączenie do Pszczyny zostało skrócone do stacji Żory ze względu na remont linii nr 148 na odcinku Pszczyna – Żory, dlatego na wspomnianym obszarze Koleje Śląskie wprowadzają Zastępczą Komunikację Autobusową w terminie od 09.06.2024r. do odwołania.

## Edukacja
Na terenie Szczejkowic znajduje się Szkoła Podstawowa im. Władysława Broniewskiego wraz z oddziałem przedszkolnym oraz Filia nr. 8 Biblioteki Publicznej.